# Spike Milligan
Terence Alan Milligan (Ahmadnagar, 16 de abril de 1918 - Rye, 27 de fevereiro de 2002), conhecido como Spike Milligan, foi um comediante, escritor, poeta, dramaturgo e ator britânico-irlandês.

 Filho de pai irlandês e mãe inglesa, Millligan passou a infância na Índia, onde nasceu. A maior parte de sua vida profissional foi passada no Reino Unido. Ele não gostava de seu primeiro nome, e começou a se chamar de "Spike" depois de ouvir uma banda na Radio Luxembourg chamada Spike Jones and his City Slickers.
Milligan foi co-criador, roteirista principal e um dos principais membros do programa de rádio britânico The Goon Show, interpretando uma série de papéis, incluindo os populares personagens Eccles e Minnie Bannister. Milligan escreveu e editou vários livros, incluindo Puckoon e seu relato autobiográfico de sete volumes de seu tempo servindo durante a Segunda Guerra Mundial, começando com Adolf Hitler: My Part in His Downfall. Também ficou conhecido como um escritor popular de versos cômicos; grande parte de sua poesia foi escrita para crianças, incluindo o Silly Verse for Kids (1959). Após o sucesso com o The Goon Show, Milligan traduziu esse sucesso para a televisão com Q5, que foi um show de esquetes surreais que é creditado como grande influência sobre os membros do Monty Python's Flying Circus. Ele foi o primogênito, mais longevo e último sobrevivente dos Goons.
Quando a Commonwealth Immigrants Act (Lei de Imigrantes da Commonwealth) removeu o direito automático de Milligan, de origem indiana, à cidadania britânica em 1962, ele se tornou cidadão irlandês, exercendo um direito conferido através do seu pai nascido na Irlanda.

## Leitura complementar

### Artigos
- «Who was your choice for funniest person of the last 1000 years?». BBC News
- «Obituary: Spike Milligan». The Guardian
- Trussler (ed.). «'An Uncooked Army Boot': Spike Milligan, 1918–2002». New Theatre Quarterly. 18. ISBN 978-0-521-52404-9. ISSN 0266-464X Faltam os |sobrenomes1= em Editors list (ajuda)
- «Biography of Spike Milligan». The Telegoons. Consultado em 14 de novembro de 2018. Arquivado do original em 22 de dezembro de 2009
- «Spike Milligan exclusive: Previously unheard audio of one of Spike Milligan's last one-man shows». Extrageographic Magazine
- «Spike Milligan's People». Times Online
- «Spike Milligan (1918–2002)». Big Red Book (Celebrating Television's This Is Your Life)

### Livros
- Carpenter, Humphrey. Spike Milligan: The Biography. [S.l.: s.n.] ISBN 978-0-340-82611-9
- Farnes, Norma. Spike: An Intimate Memoir. [S.l.: s.n.] ISBN 978-1-84115-786-3. OCLC 52738571
- Farnes, Norma. The Compulsive Spike Milligan. [S.l.: s.n.] ISBN 0-00-719543-5
- Games, Alexander. The Essential Spike Milligan. [S.l.: s.n.] ISBN 0-00-717103-X
- McCann, Graham. Spike & Co. [S.l.: s.n.] ISBN 0-340-89809-7
- Scudamore, Pauline. Spike. [S.l.: s.n.] ISBN 978-0-7509-3254-7
- Ventham, Maxine. Spike Milligan: His Part in Our Lives. [S.l.: s.n.] ISBN 1-86105-530-7